# 大筒兔耳草
大筒兔耳草（学名：Lagotis macrosiphon）为玄参科兔耳草属下的一个种。其种加词“macrosiphon ”意为“具长管的”、“具长筒的”。